# Marcel Journet
Marcel Journet (Grasse, 25 luglio 1868 – Vittel, 7 settembre 1933) è stato un basso francese.
Egli ebbe una notevole carriera in Europa e negli Stati Uniti a New York e a Chicago.

## Biografia
Journet nacque a Grasse, nel dipartimento delle Alpi Marittime e studiò canto al Conservatorio di Parigi. Dopo il debutto a Montpellier nel 1891 prese subito a cantare in numerosi ruoli interpretando le opere di Richard Wagner e di diversi compositori italiani e francesi in una carriera che durò per circa quarant'anni.
Ottenne il suo primo successo nel 1894 al Théâtre de la Monnaie di Bruxelles, dove cantò per cinque anni consecutivi nei ruoli di basso in Roméo et Juliette, Faust, Lohengrin e Fidelio.
Iniziò quindi una carriera internazionale che lo portò a cantare in tutti i maggiori teatri d'opera del mondo come la Royal Opera House Covent Garden a Londra, il Teatro alla Scala di Milano, l'Opéra Garnier di Parigi ed il Metropolitan Opera House di New York. Arturo Toscanini fu uno dei più celebri direttori d'orchestra che lo diressero nel corso della sua carriera, ed egli cantò assieme ai più celebri cantanti del suo tempo come Nellie Melba, Luisa Tetrazzini, Enrico Caruso, Titta Ruffo, Francesco Daddi e Fëdor Šaljapin.
Journet morì a Vittel, a seguito di un'insufficienza renale acuta. Possedeva una bella e profonda voce ed era dotato di una notevole tecnica esecutiva. Raggiunse le più elevate vette del successo intorno agli anni venti del XX secolo. Le registrazioni fonografiche pervenute fino a noi confermano l'eccellenza della sua voce. Alcune di queste sono state pubblicate anche in CD.
Suo figlio Marcel Journet fu un attore di cinema.